# Tirimüjgan Kadın
Tirimüjgan Kadın, född okänt år, död 1852, var den osmanska sultanen Abd ül-Mecid I:s andra hustru.  Hon var mor till Abd ül-Hamid II.
Hon var ursprungligen cirkassier. Hon placerades i det kejserliga osmanska haremet som barn via slavhandeln på Svarta havet. 
När Abd ül-Mecid I besteg tronen år 1839, valdes hon ut till att bli hans andra rangs-hustru. 
Hon beskrevs som en skönhet med en begåvning för att skriva dikter. Hon ska ha varit en blek, grönögd blondin. 
Hon stod nära Rahime Perestu och därför blev också denna  fostermor till hennes son när hon avled 1852.